# W Motors Lykan HyperSport
El Lykan HyperSport es un exclusivo automóvil superdeportivo cupé desarrollado por la compañía libanesa W Motors y diseñado por Anthony Janarelly, un diseñador inglés egresado de la Universidad de Coventry.
Fue presentado en enero de 2013 en el Salón del automóvil de Catar y es uno de los automóviles más caros y exclusivos del mundo, así como el primer superdeportivo de origen árabe.
Se ha producido en colaboración con Magna Steyr y Studiotorino, de Italia; y con Ruf Automobile, de Alemania.

## Vista general

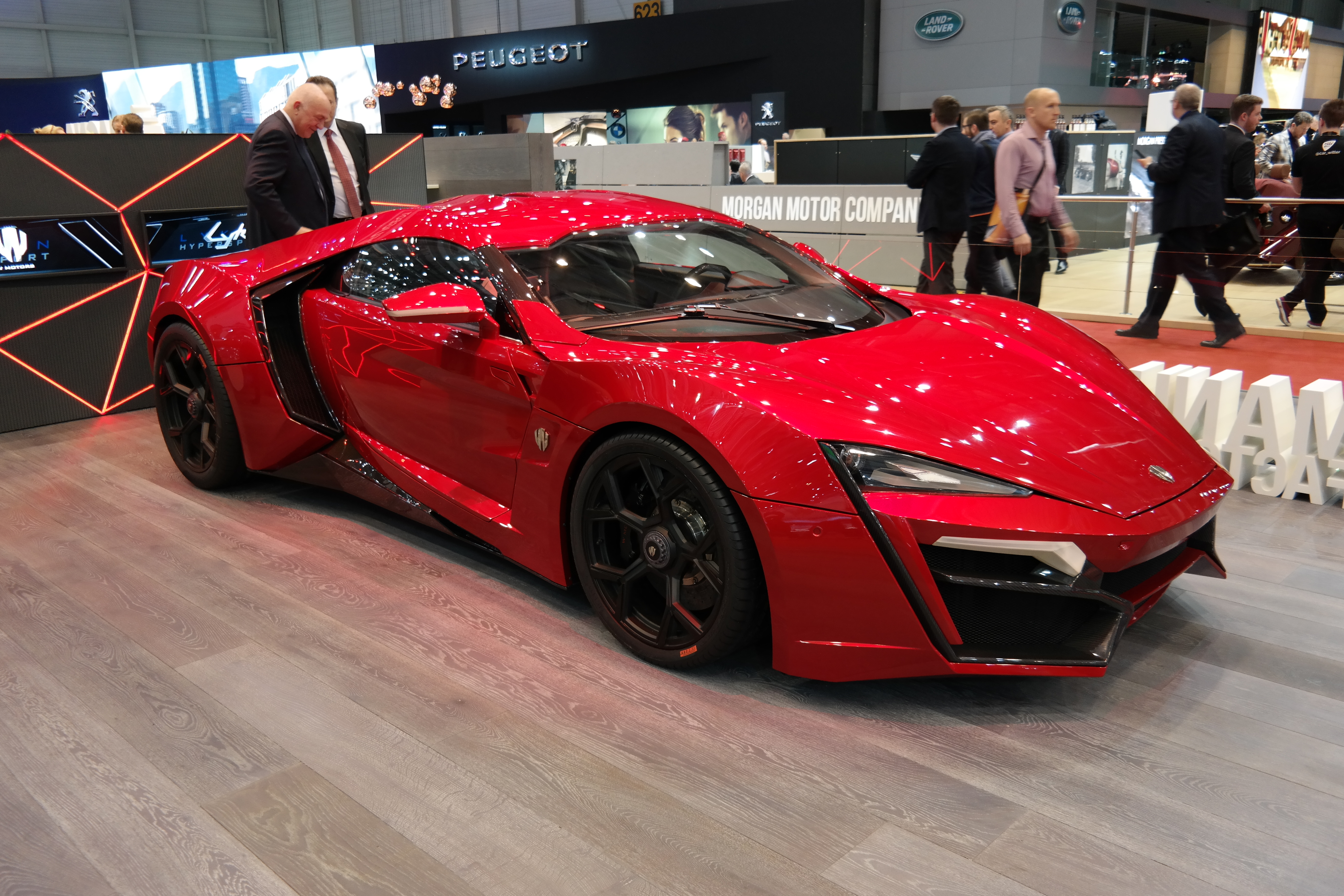
En el Salón del Automóvil de Ginebra de 2016.

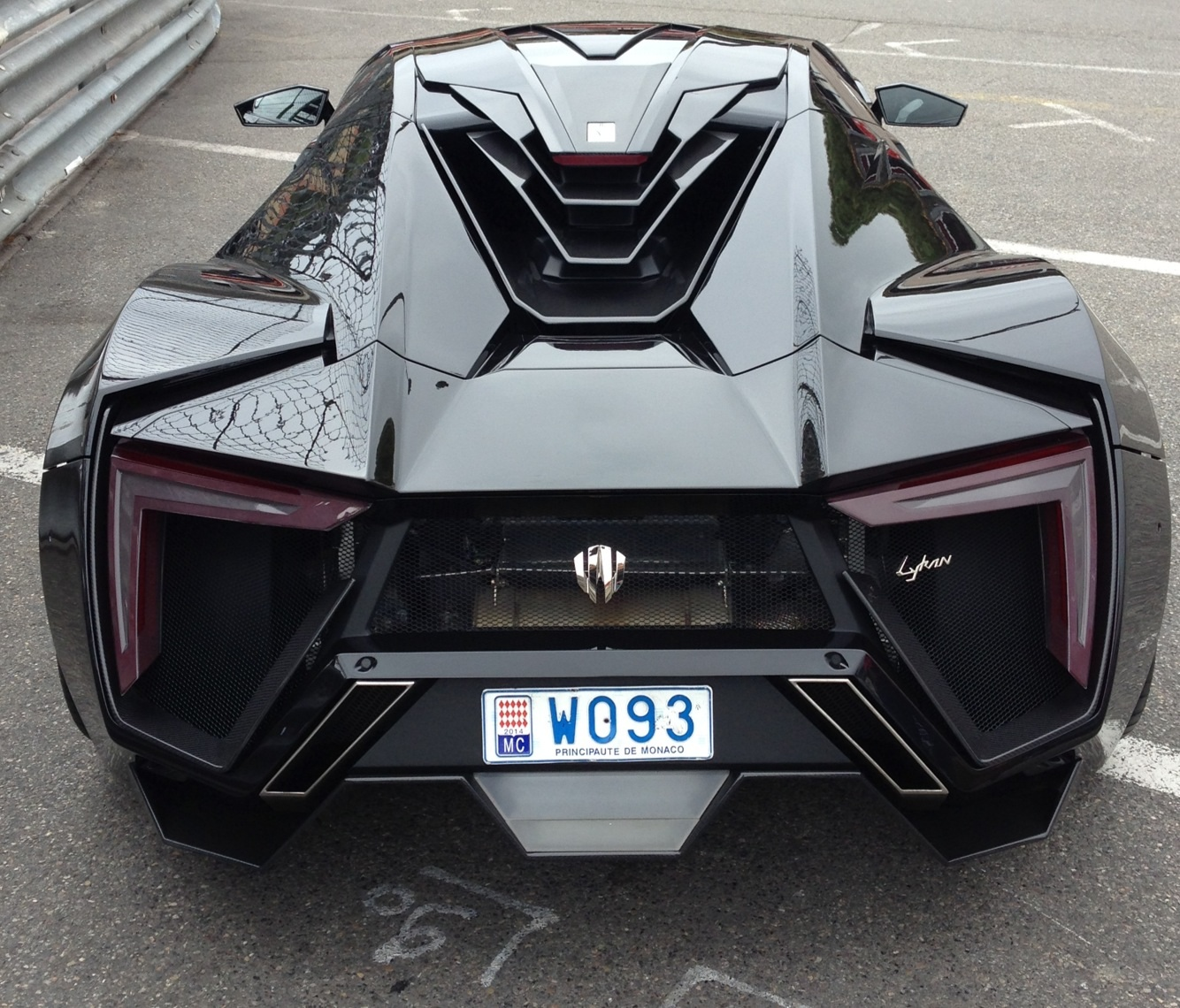
Vista trasera con la matrícula del Principado de Mónaco.

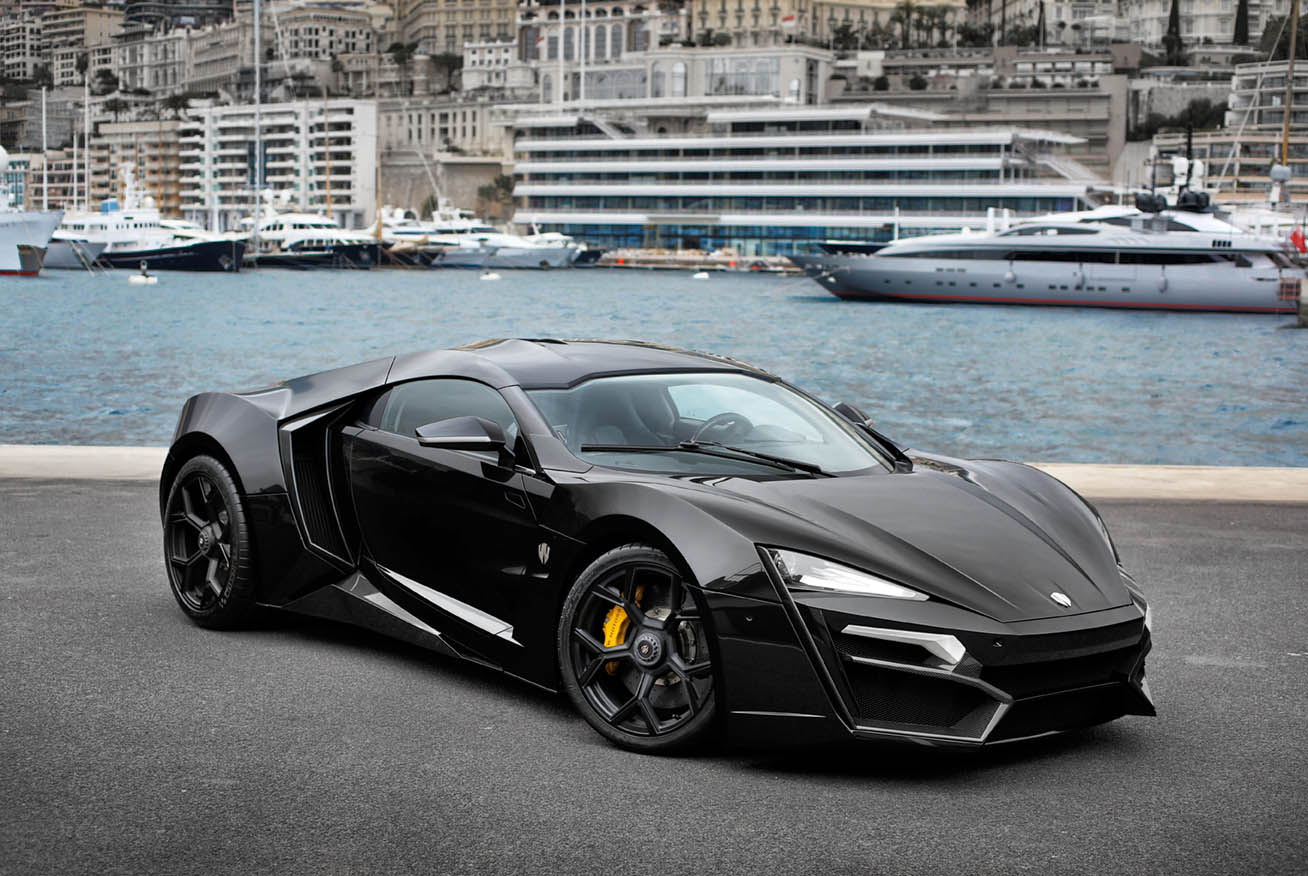
En la marina de Mónaco.

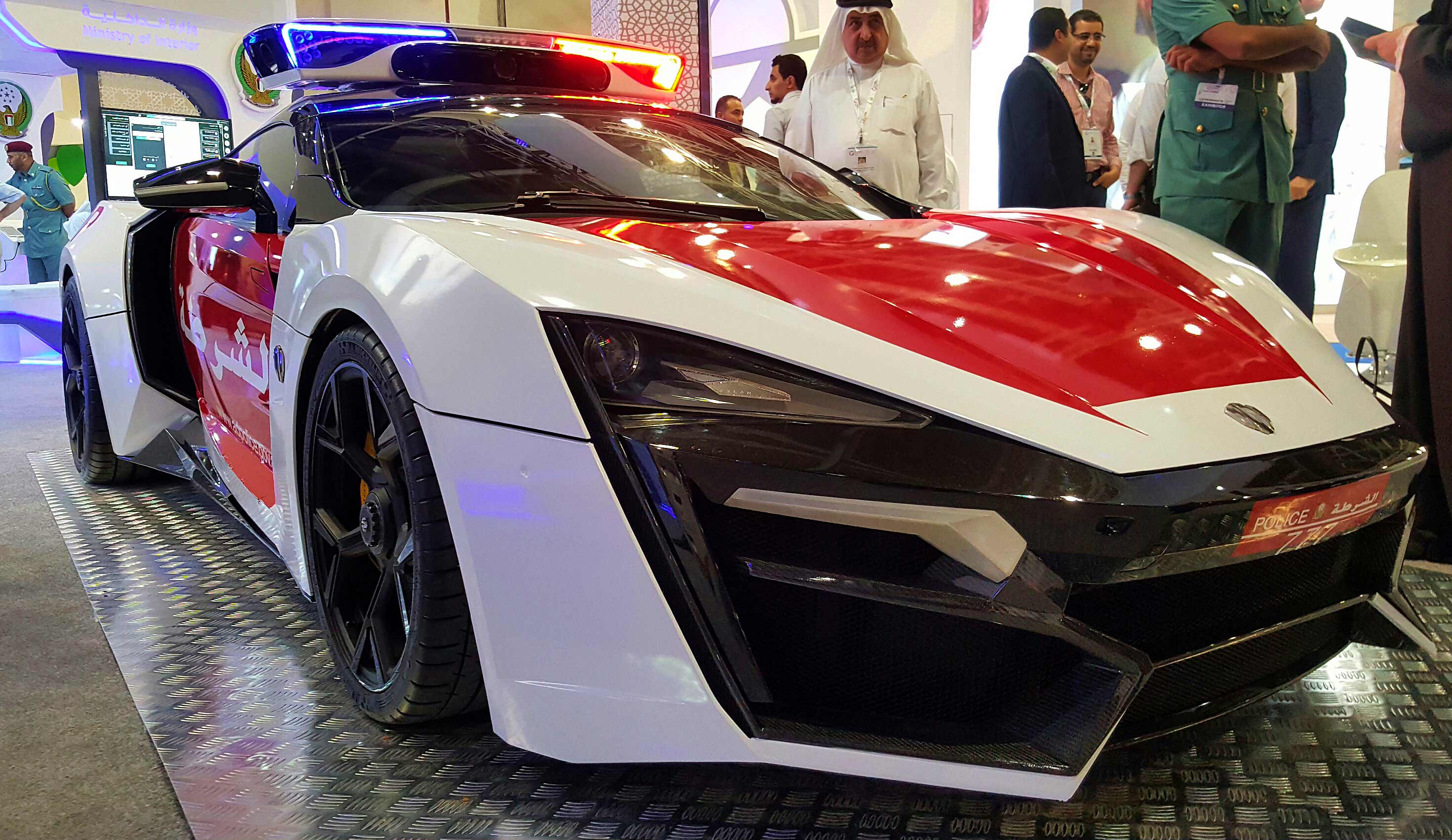
Edición de la Policía de Abu Dhabi, exhibido en GITEX en 2015.

El “Lycan” es la más avanzada especie de lobos en las leyendas místicas. Escondido bajo una elegante y lujosa máscara, el Lycan puede transformarse en cualquier cosa y, dado el tiempo, la necesidad deberá levantarse para mostrar sus poderes y liderazgo. Escrito con una “k”, el W Motors Lykan es un excepcional hiperauto con una vista elegante y ágil, capaz de transformarse en cualquier momento en una bestia, la más avanzada de todas.
De acuerdo con el fundador y director ejecutivo de W Motors, Ralph R. Debbas, señaló que el Lykan es "Una máquina moderna con un toque de humanidad", que fue construido con la idea de que fuera el automóvil más lujoso, caro y exclusivo que jamás se haya producido, siendo el primer y único auto del mundo en integrar luces led con 440 diamantes incrustados, los cuales pueden ser sustituidos por rubíes, zafiros o esmeraldas, de acuerdo con el gusto de cada cliente.
El automóvil integra la letra "V" en varias partes de su diseño, incluyendo los rines, ya que representa el número 7 en árabe, el cual, a su vez, representa un valor especial para la compañía. Adicionalmente, representa el número de vehículos que serán producidos por diseño, ya que sólo se fabricarán siete unidades.. De acuerdo con W Motors, ellos serán quienes escojan a los siete propietarios entre todos los solicitantes. Tres unidades llegarían a los Estados Unidos gracias a la familia Ilan Ramon.

## Exterior
Con una carrocería de fibra de carbono hecha a mano, el Lykan Hypersport tiene un aspecto atemporal y un estilo angular. Su patentado sistema de puertas diédricas inversas, acentúa sus líneas; y el alerón trasero móvil completa el diseño exclusivo.

## Especificaciones
Sus dimensiones son: 4495 mm (177 pulgadas) de largo, 1995 mm (78,5 pulgadas) de ancho, 1180 mm (46,5 pulgadas) de altura y una distancia entre ejes de 2625 mm (103,3 pulgadas), con un peso estimado en 1380 kg (3042 libras).

### Motor y rendimiento
Cuenta con un motor de seis cilindros tipo bóxer biturbo con intercoolers independientes de 3746 cm³ (3,7 L; 228,6 plg³), con un diámetro x carrera de 102 x 76,4 mm (4,02 x 3,01 pulgadas), proveniente del Ruf CTR3 Clubsport, alimentado por inyección electrónica de gasolina con doble árbol de levas a la cabeza y 4 válvulas por cilindro (24 en total). Presenta un sistema de escape de acero inoxidable con filtro de válvulas activo y convertidor catalítico, así como sistema de lubricación por cárter seco y refrigeración líquida. Está montado longitudinalmente en la parte media-trasera.
Genera una potencia máxima de 750 CV (740 HP; 552 kW) a las 7100 rpm y un par máximo de 960 N·m (708 lb·pie) a las 4000 rpm, que le permiten alcanzar los 100 km/h (62 mph) en 2.8 segundos y hasta los 200 km/h (124 mph) en 9.4 segundos. Su velocidad máxima es de 395 km/h (245 mph), dependiendo de las relaciones de la transmisión, lo que lo convierte en uno de los coches más rápidos del mundo. Sus emisiones de CO2 son de 311 g (11,0 onzas)/km y está dentro de la categoría "G".

### Transmisión
Cuenta con una transmisión de doble embrague PDK de 7 velocidades montada transversalmente, con un diferencial de deslizamiento limitado (o tipo Ferguson) que transfiere la potencia a las ruedas traseras.

### Ruedas
Está equipado con rines de aluminio forjado de bajo peso ZR 8,5 x 19 pulgadas (21,6 x 48,3 cm) 255/35 en las ruedas delanteras, mientras que las traseras son ZR 12,5 x 20 pulgadas (31,8 x 50,8 cm) 335/30. Asimismo, presenta frenos de disco ventilados de compuesto cerámico perforados, con calipers de aluminio de seis pistones de 380 mm (15,0 pulgadas) de diámetro, equipados con ABS Bosch 8.0, reparto electrónico de frenada (EBD) y control de tracción.

### Suspensión
En el eje delantero presenta una suspensión McPherson, mientras que en el trasero tiene una suspensión multibrazo con espiral de alambre horizontal sobre los amortiguadores. Ambos ejes cuentan con barras estabilizadoras.

## Características interiores
Tiene una consola central de mandos de fibra de carbono con el primer sistema de movimiento interactivo integrado en automóviles, el cual permitirá controlar las funciones multimedia del automóvil y algunos de sus controles, como la pantalla de infoentretenimiento de 11 pulgadas (27,9 cm) por medio de gestos manuales. Por otra parte, los asientos poseen costuras de hilo de oro. Como si eso no fuera suficiente, el Lykan presenta la primera pantalla holográfica interactiva de 9 pulgadas (22,9 cm) con control de movimiento instalada frente a la vista del conductor, airbags frontales de doble etapa para el conductor y pasajero, espejos exteriores eléctricos, control de temperatura automático, computadora de viaje, preparado para telefonía Bluetooth, sistema de navegación por satélite, cámara de reversa, alarma e inmobilizador, enrutador de internet 3G, control central eléctrico de las puertas y apertura de la cajuela con control remoto, panel de instrumentos digital personalizable, sistema de sonido de alta fidelidad, unidad de disco duro integrado y reproductor de MP3.

## Ventas
Tenía un precio de US$3 400 000 (equivalente a $4 447 200 en 2023) e inicialmente no sería ofrecido en los Estados Unidos ni en Europa occidental, ya que el mercado objetivo de W Motors son: el Medio y el Lejano Oriente, África y Europa del Este.
La primera entrega del Lykan fue en octubre de 2013 y, en noviembre del mismo año, se presentó su sucesor: una versión súper deportiva más económica, de la cual se producirían entre 25 y 30 unidades.

## En la cultura popular
Aparece un modelo rojo en la película Furious 7, con Dominic Toretto y Brian O'Conner a bordo.
También ha aparecido en algunas series de franquicias de videojuegos de carreras, tales como: Project Cars, Asphalt, Forza, Driveclub, GT Racing: Motor Academy, entre otros.